# Vakarel Saddle

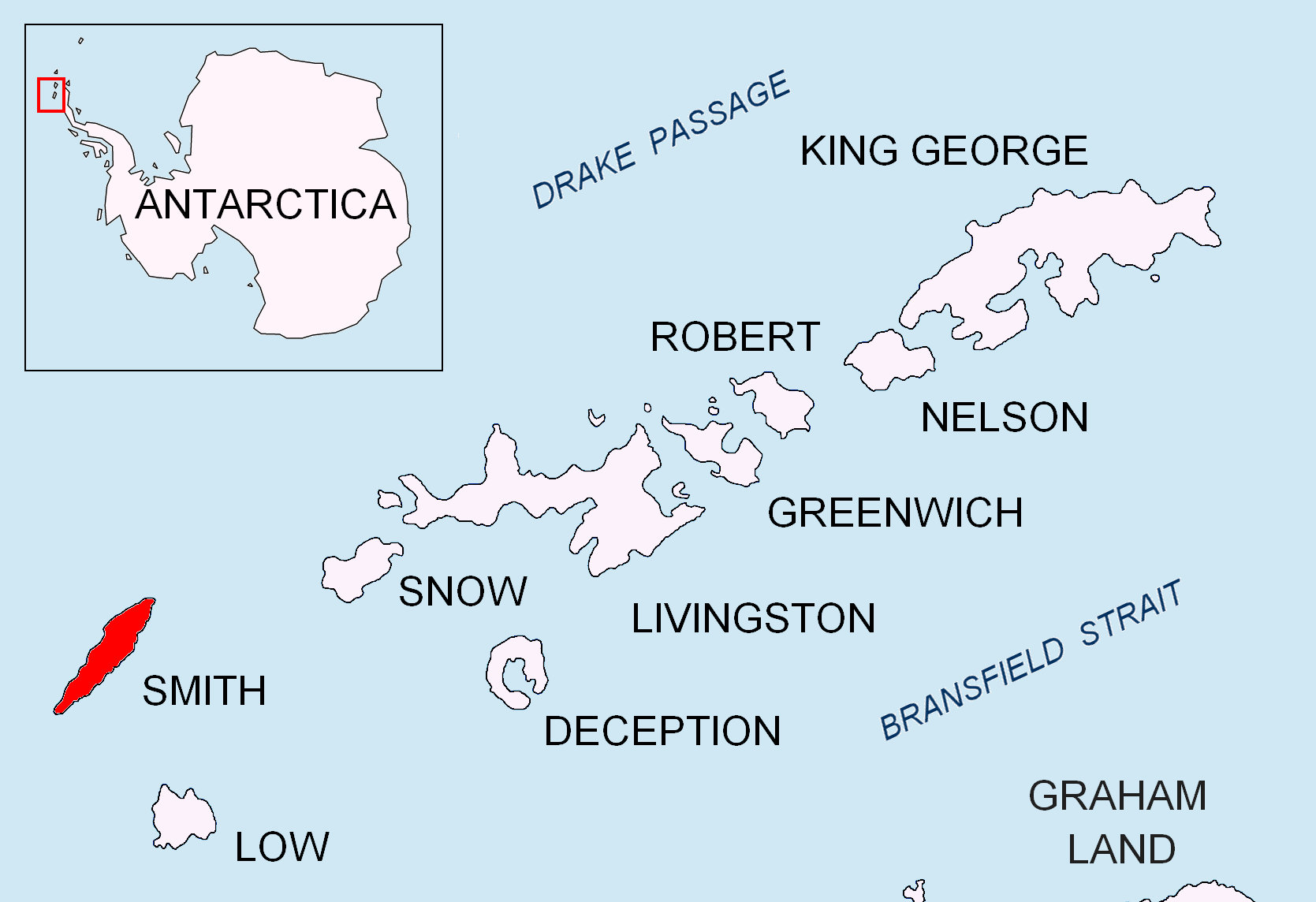
Localizzazione dell'Isola Smith, nelle Isole Shetland Meridionali.

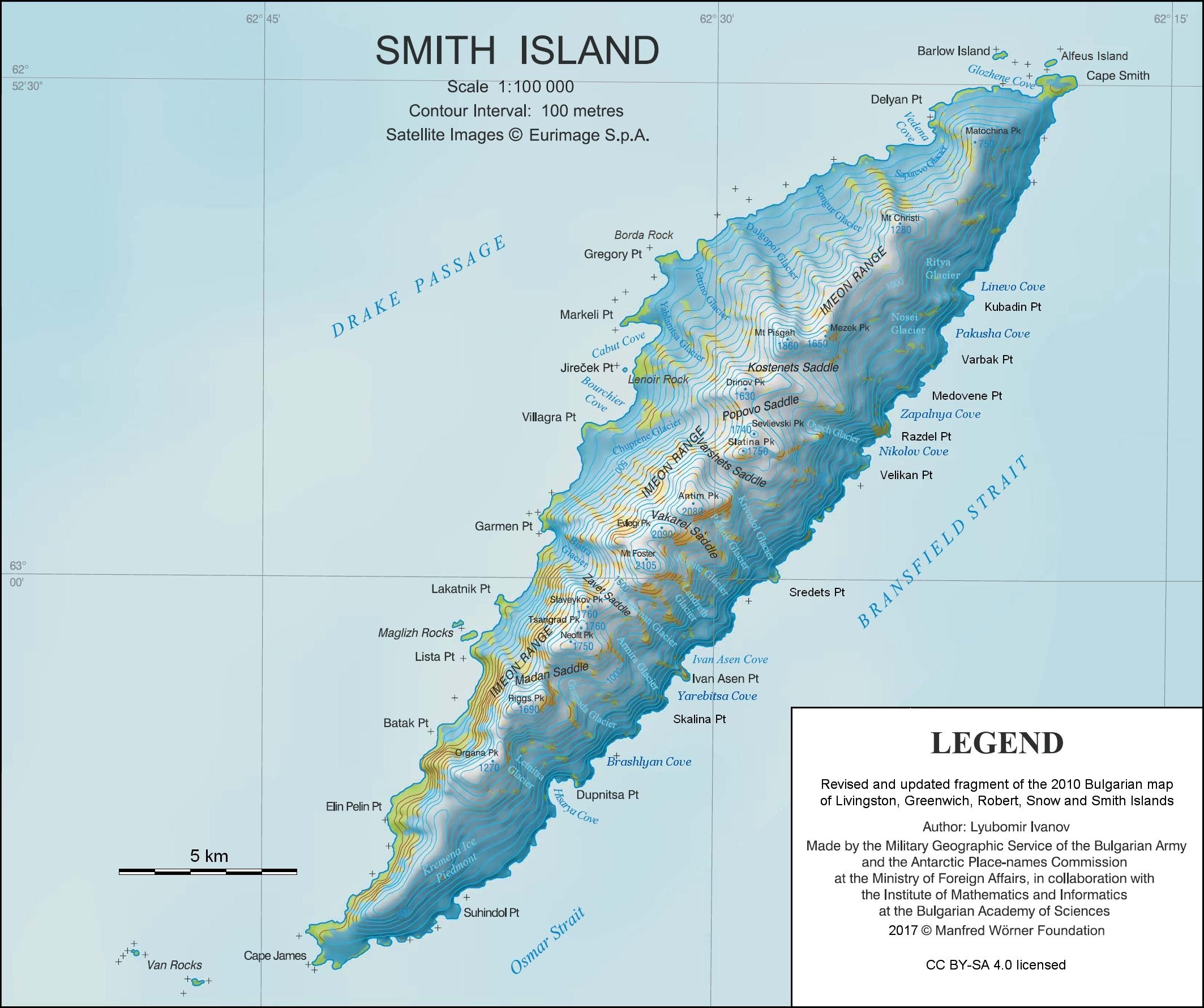
Mappa topografica dell'Isola Smith. Vakarel Saddle si trova nella parte centrale dell'immagine, tra l'Antim Peak e l'Evlogi Peak.

Vakarel Saddle (in lingua bulgara: Вакарелска седловина, Vakarelska Sedlovina) è una sella o valico montuoso antartico, a forma di mezzaluna, coperta di ghiaccio e posta ad un'altezza di 1800 m, situata nell'Imeon Range, la catena montuosa antartica che occupa quasi interamente l'Isola Smith, nelle Isole Shetland Meridionali, in Antartide.

## Caratteristiche
La sella è delimitata e mette in comunicazione l'Antim Peak a est-nordest con l'Evlogi Peak a sudovest; sovrasta il Ghiacciaio Chuprene a nordovest.

## Localizzazione
Vakarel Saddle è centrata alle coordinate 62°59′07.5″S 62°31′49.5″W; è situata 710 m a sudovest dell'Antim Peak, 5,59 km a sud del versante orientale della Markeli Point, 1,56 km a nordest del Monte Foster e 4,84 km a nord di Ivan Asen Point.
Mappatura bulgara nel 2009.

## Denominazione
La denominazione è stata assegnata dalla Commissione bulgara per i toponimi antartici in riferimento al villaggio di Vakarel, situato nella parte occidentale della Bulgaria.

## Mappe
- Chart of South Shetland including Coronation Island, &c., su collections.rmg.co.uk. from the exploration of the sloop Dove in the years 1821 and 1822 by George Powell Commander of the same. Scale ca. 1:200000. London: Laurie, 1822.
- L.L. Ivanov. Antarctica: Livingston Island and Greenwich, Robert, Snow and Smith Islands. Scale 1:120000 topographic map. Troyan: Manfred Wörner Foundation, 2010. ISBN 978-954-92032-9-5 (First edition 2009. ISBN 978-954-92032-6-4)
- South Shetland Islands: Smith and Low Islands., su data.aad.gov.au. Scale 1:150000 topographic map No. 13677. British Antarctic Survey, 2009.
- Antarctic Digital Database (ADD)., su add.scar.org. Scale 1:250000 topographic map of Antarctica. Scientific Committee on Antarctic Research (SCAR). Since 1993, regularly upgraded and updated.
- L.L. Ivanov. Antarctica: Livingston Island and Smith Island. Scale 1:100000 topographic map. Manfred Wörner Foundation, 2017. ISBN 978-619-90008-3-0